# Sulfat de magnesi
El sulfat de magnesi (antigament sulfat magnèsic) és un compost químic que conté magnesi, sofre i oxigen, amb la fórmula MgSO4. Sovint es troba en la forma d'epsomita heptahidratada MgSO4·7H2O, el sulfat de magnesi—aigua (1/7), conegut des del segle xvii com a sal d'Epsom. Una altra forma hidratada es troba en la kieserita. S'empra en medicina per aportar magnesi pel tractament de diverses malalties, i en agricultura i floristeria per aportar magnesi als sols de cultius que el requereixen. El sulfat de magnesi anhidre es fa servir com a agent dessecant. Les sals d'Epsom tradicionalment s'han utilitzat com a sals de bany.

## Història

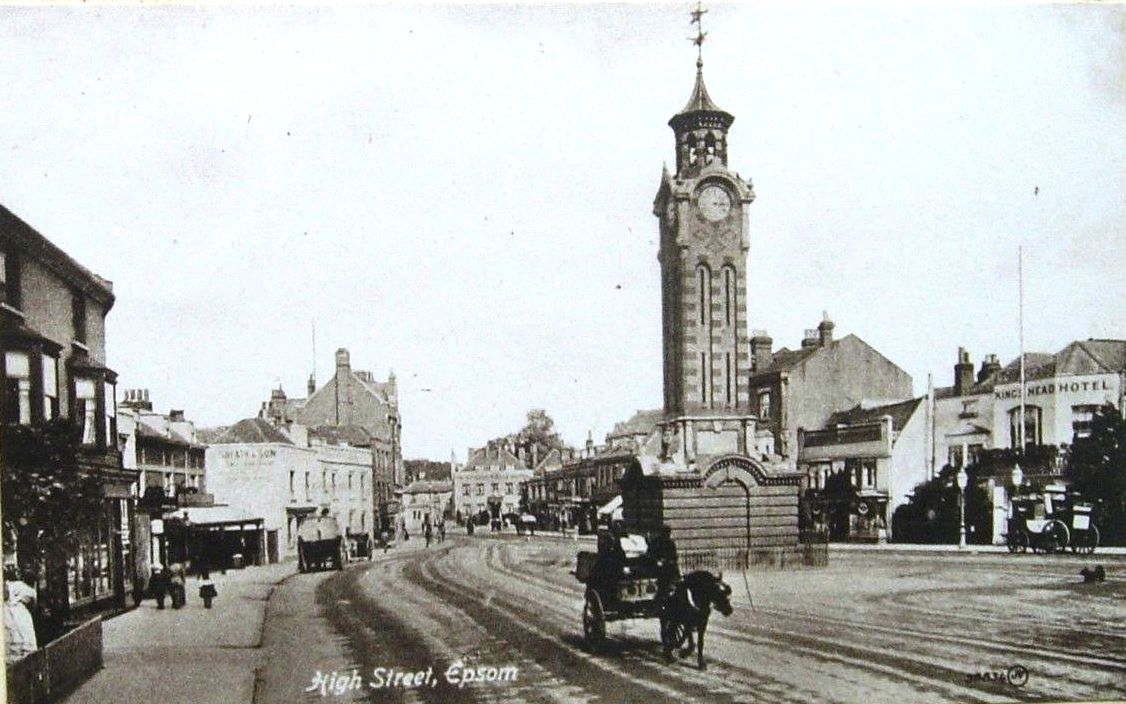
Epsom, a principis del.

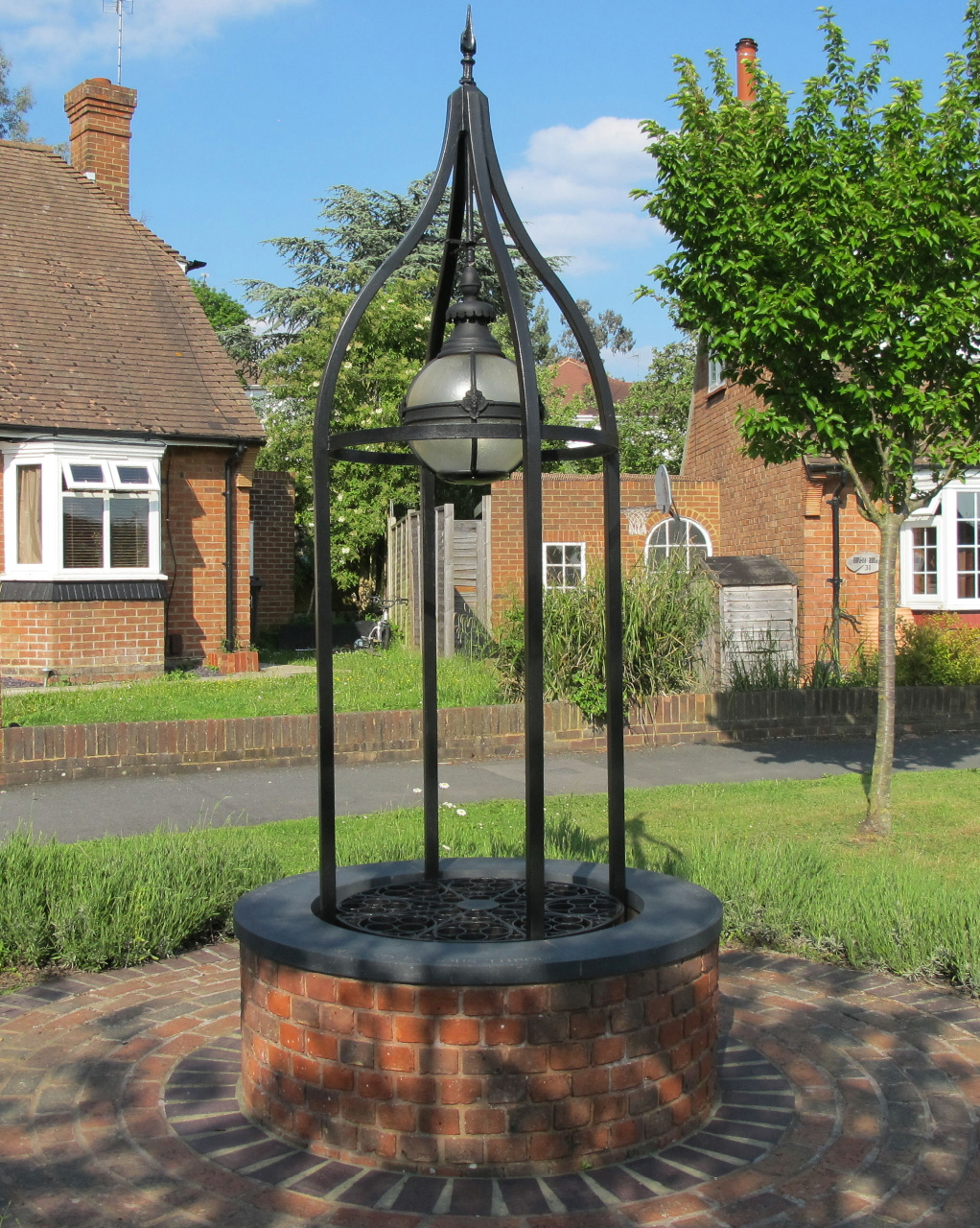
Primer pou d'Epsom.

L'efecte purgant de les aigües d’Epsom, ciutat al sud d'Anglaterra, en el comtat de Surrey, es descobrí per primera vegada a principis del segle xvii. La tradició diu que un tal Henry Wicker, el 1618, en observar una petita depressió plena d'aigua en un camp durant un estiu sec, l'amplià per crear un estany on abeurar el seu bestiar. Inesperadament, els animals es negaren a beure'n, i aquesta circumstància portà a un estudi de les característiques de l'aigua, revelant les seves propietats curatives. És probable que l'aigua d'Epsom inicialment s'emprà en aplicacions externes per a ferides ulcerades i erupcions escorbútiques, i que les seves qualitats en beure-la, es descobriren posteriorment.

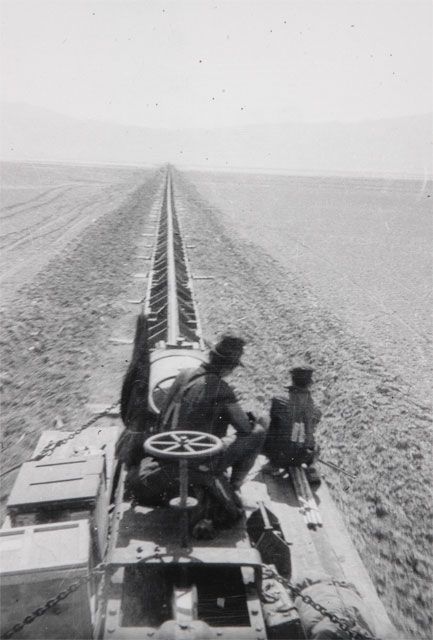
Epsom Salt Monorail, tren miner que travessava el llac sec Searles a Califòrnia d'on s'obtenien sals de magnesi a principis del.

Aviat, la font guanyà reputació per les seves virtuts medicinals, i Epsom fou visitada per forasters. Cap al 1621, el propietari tancà el pou amb un mur i aixecà una cabana per a la comoditat dels visitants. Al voltant de 1640 l'havien visitat estrangers distingits. El 1654 cada dia hi havia transport públic de Londres a Epsom, i viceversa, durant la temporada per beure les aigües. Cap al 1690 s'ampliaren les instal·lacions i Epsom inicià el camí que el convertiria en un dels grans balnearis anglesos on l’alta societat acudia a prendre les aigües medicinals. L'extracció de les sals d’Epsom de les aigües del balneari i la seva anàlisi química, la característica essencial del qual era el sulfat de magnesi, foren realitzades per primera vegada amb èxit pel doctor Nehemiah Grew (1641-1712), distingit com a metge, botànic i primer membre de la Royal Society. El seu intent de patentar la producció i venda de les sals d'Epsom precipità una disputa amb dos apotecaris sense escrúpols, els germans George i Francis Moult. Aquesta controvèrsia és una més de la llarga lluita pel monopoli de la dispensació de medicaments entre el Royal College of Physicians i la Worshipful Society of Apothecaries de Londres.
L’ingredient actiu de l’aigua era el sulfat de magnesi MgSO4, que cristal·litzava com a heptahidrat MgSO4·7H2O, conegut com a sal d'Epsom a Anglaterra i sal anglicum (sal anglesa) al continent. A principis del segle xix l’hospital St. Bartholomew de Londres utilitzava cada any dues tones i mitja de sals d’Epsom. Quan es presenta com a mineral, el dipòsit es coneix com a epsomita. Hi ha grans dipòsits a Stassfurt, a l'estat federal de Saxònia-Anhalta a Alemanya.

## Ocurrència
El sulfat de magnesi es troba en uns quants minerals, alguns d'ells també en dipòsits de sals evaporítiques de potassi-magnesi. El mineral més important és l'epsomita MgSO4·7H2O. Altres minerals són: la kieserita i la szmikita estan constituïts per sulfat de magnesi monohidrat MgSO4·H2O, la sanderita pel dihidrat MgSO4·2H2O, la starkeyita i la cranswikita pel tetrahidrat MgSO4·4H2O, la pentahidrita pel pentahidrat MgSO4·5H2O, l'hexahidrita per MgSO4·6H2O i la meridianiïta pel MgSO4·11H2O.

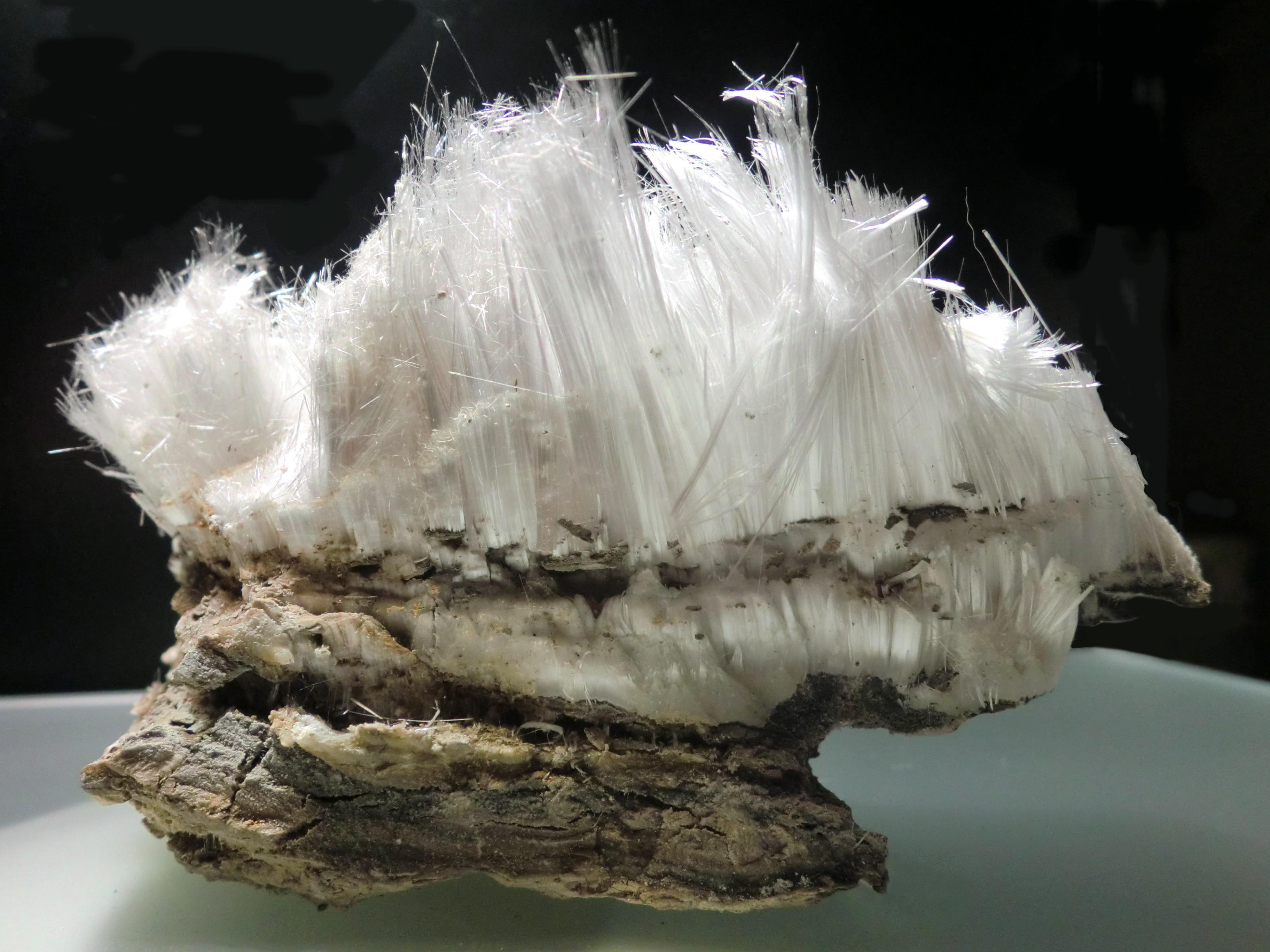
Epsomita.

La meridianiita, en lloc de l'epsomita, és la fase esperada de sulfat de magnesi en equilibri amb salmorres saturades per sota de 2 °C a la superfície de Mart o per sota. S'espera que sigui el mineral de sulfat de magnesi en equilibri amb el gel dels casquets polars marcians. La meridianiita, si s'exposa a condicions d'humitat baixa a les regions equatorials de Mart, es deshidrataria en última instància en una pols fina de kieserita que es podria dispersar pel vent per la superfície marciana. El nom, meridianiita, fou escollit per reflectir la localitat de Mart, Meridiani Planum, on el ròver MER Opportunity observà motlles de cristall a la roca sedimentària que es creu que són causades per minerals que s'han deshidratat o dissolt des d'aleshores.

## Propietats

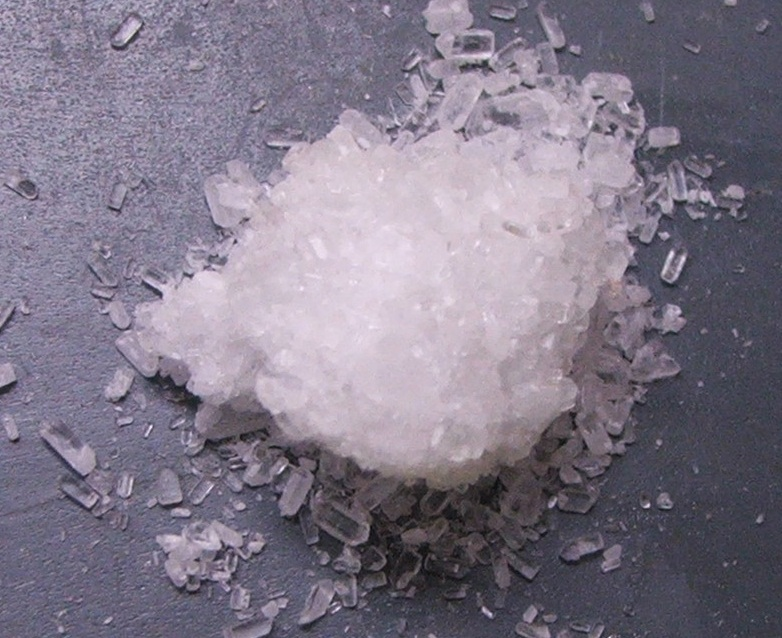
Cristalls de sulfat de magnesi heptahidrat o sulfat de magnesi—aigua (1/7) MgSO4*7H2O.

El sulfat de magnesi anhidre MgSO4 es presenta en forma de pols incolora, cristal·lina, amb una densitat de 2,66 g/cm³. És inodor i el seu gust és salat. Cristal·litza en el sistema ortoròmbic, grup espacial mmm. Es descompon a 1 124 °C, sense arribar a fondre's. És soluble en aigua, a 20 °C la seva solubilitat és de 360 g/L. A 18 °C la seva solubilitat en èter dietílic és d’1,16 g en 100 ml d'èter. És soluble en etanol i glicerina i insoluble en acetona. Els seus cristalls són eflorescents.
Els hidrats es descomponen a 150 °C donant el compost anhidre i vapor d'aigua. El monohidrat cristal·litza en el sistema monoclínic amb una densitat de 2,57 g/cm³ i l'heptahidrat en l'ortoròmbic amb una densitat d'1,67 g/cm³.
El sulfat de magnesi és la substància principal que causa l'absorció del so a l'aigua marina. Absorció, en aquest cas significa la conversió de l'energia acústica en calor. Aquest fenomen és més fort en els oceans, on també contribueix l'àcid bòric; en canvi, sembla que no ho fa l'abundantíssim clorur de sodi.

## Obtenció

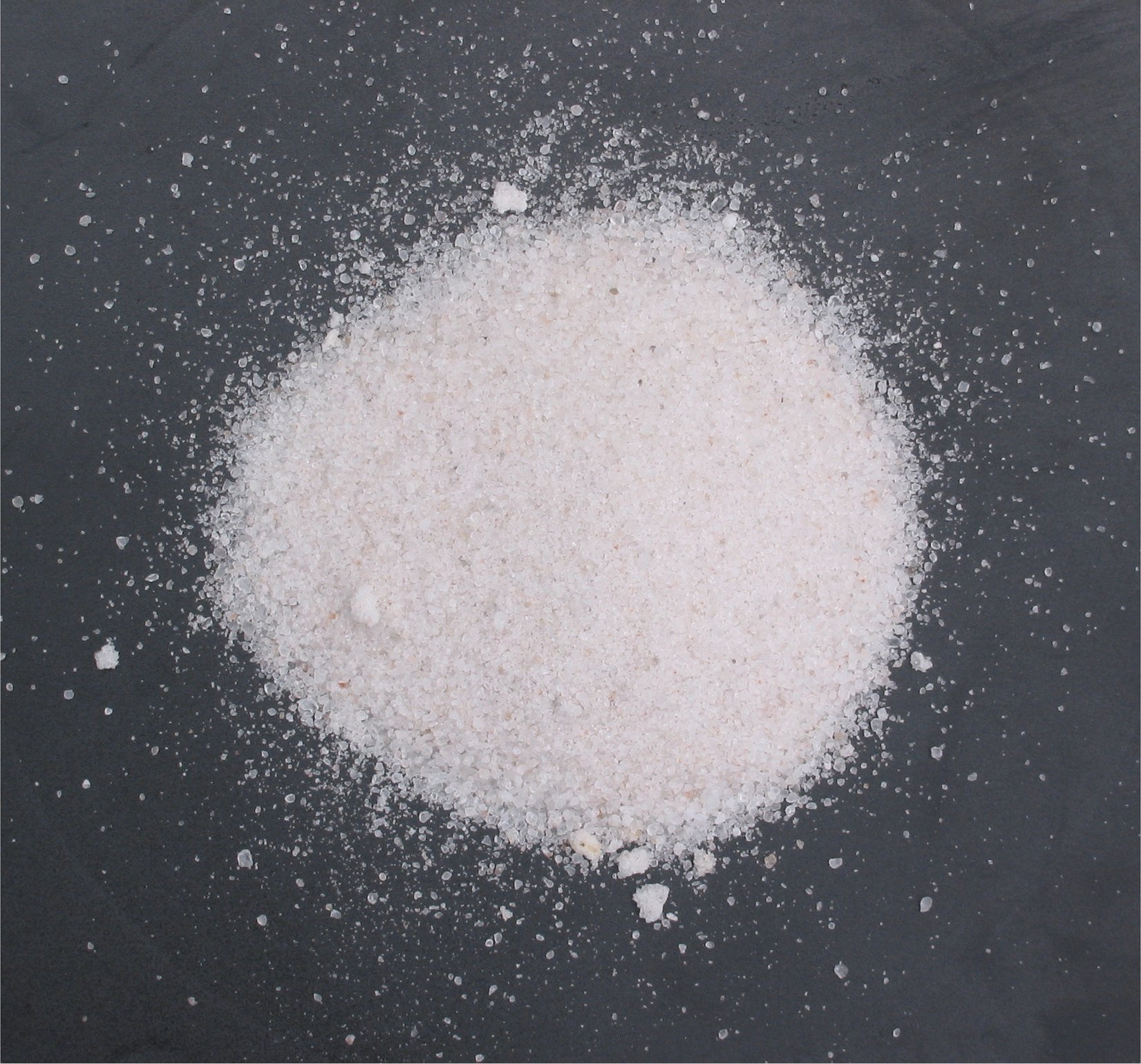
Kieserita MgSO4*H2O.

El sulfat de magnesi s'obté directament dels minerals kieserita MgSO4·H2O i epsomita MgSO4·7H2O. Si es precisa anhidre, es pot deshidratar escalfant un d'aquests dos minerals. La reacció és:
{\displaystyle {\ce {MgSO4.7H2O(s) -> MgSO4(s) + 7 H2O(g)}}}
També és possible aconseguir-lo tractant amb àcid sulfúric H2SO4 òxid de magnesi MgO, o hidròxid de magnesi Mg(OH)2 o carbonat de magnesi MgCO3, els quals s'obtenen industrialment de forma molt pura. Per exemple la reacció amb el carbonat de magnesi és:
{\displaystyle {\ce {MgCO3 + H2SO4 -> MgSO4 + CO2 + H2O}}}

## Aplicacions

### Medicina

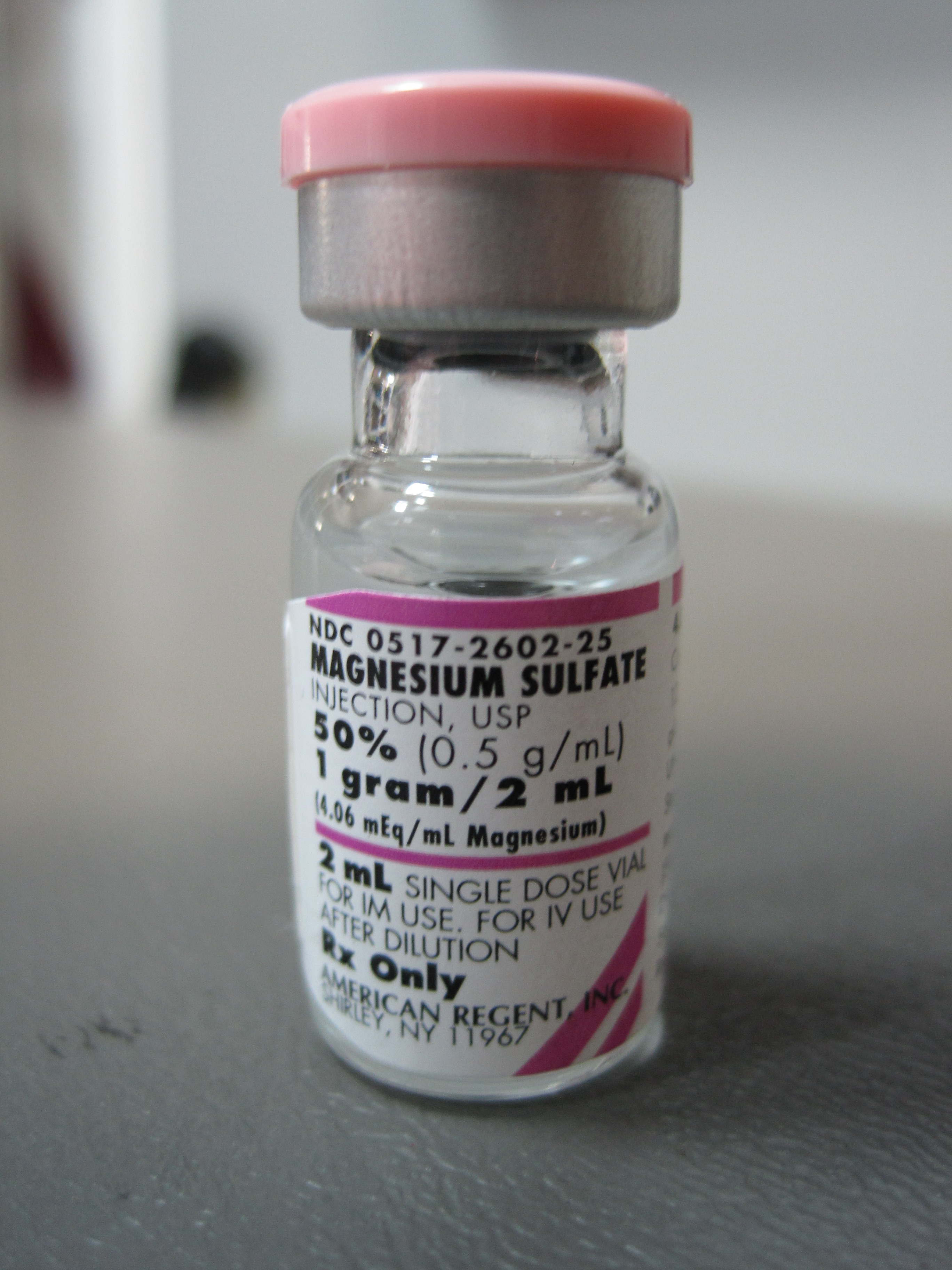
Dissolució de sulfat de magnesi per administració intravenosa.

El sulfat de magnesi s’utilitza com a purgant (laxant). Es creu que funciona evitant que els intestins captin o absorbeixin aigua del seu contingut, estimulant així els moviments intestinals més freqüents. També s’ha fet servir com antídot d'alguns metalls pesants (en particular la intoxicació per bari, que pertany al mateix grup de la taula periòdica) i funciona ajudant el cos a desfer-se del contingut del tracte digestiu més ràpidament.

El sulfat de magnesi s’empra per tractar malalties de nivells baixos de magnesi. S'usa sobre altres compostos que contenen magnesi a causa de la seva major solubilitat i, per tant, la presa més ràpida per part del cos. El magnesi és un mineral essencial per a una funció metabòlica òptima. La investigació ha demostrat que el contingut mineral de magnesi en fonts d'aliments està disminuint i que s'ha detectat una disminució del magnesi en persones amb algunes malalties cròniques. Això ha conduït a una major consciència de la ingesta adequada de magnesi i del seu potencial paper terapèutic en diverses afeccions mèdiques. Els estudis han demostrat l'eficàcia del magnesi en l'eclàmpsia i la preeclàmpsia, l'arrítmia, l'asma greu i la migranya. Altres àrees que han mostrat resultats prometedors són la reducció del risc de síndrome metabòlica, la millora del metabolisme de la glucosa i la insulina, l’alleugeriment dels símptomes de la dismenorrea i l’alleugeriment dels còlics de les cames en les dones embarassades. L'ús de magnesi per al restrenyiment i la dispèpsia s'accepta com a cura estàndard malgrat les proves limitades.

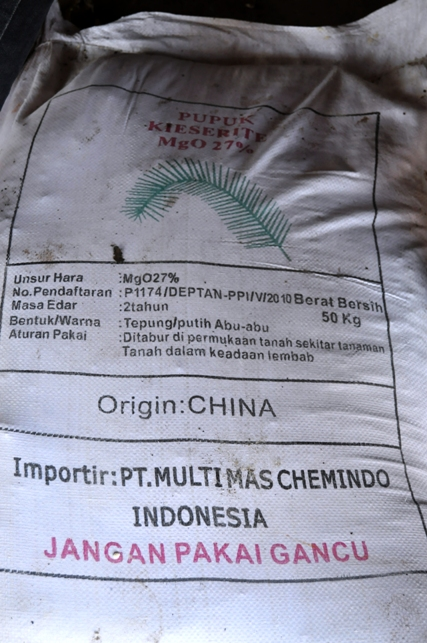
Fertilitzant de kieserita MgSO4*H2O.

S’ha utilitzat durant molts anys en obstetrícia com a agent tocolític per al part prematur i com a teràpia per a la preeclàmpsia. L'evidència de la seva efectivitat per a aquest darrer propòsit és més forta que la relativa al seu paper com a tocolític. Les metanàlisis han demostrat que el sulfat de magnesi prenatal administrat per a la neuroprotecció en nadons prematurs s’associa amb una reducció de la paràlisi cerebral a una edat corregida de 18 a 24 mesos, però els estudis sobre els resultats a llarg termini no han demostrat beneficis. Tot i que és segur en pacients seleccionats amb dosis adequades, el magnesi pot causar efectes adversos o la mort a dosis elevades. Com que el magnesi s’excreta per via renal, s’ha d’utilitzar amb precaució en pacients amb malaltia renal.

### Agricultura i jardineria
En agricultura i jardineria, el sulfat de magnesi es fa servir per corregir la deficiència de magnesi als sòls, donat que el magnesi és un element essencial en la molècula de clorofil·la, té l'avantatge de ser més soluble que altres esmenes aplicades als sòls com per exemple la dolomita. Els cultius que depenen en gran manera del sòl ric en magnesi inclouen patates, pebrots, tomàquets i roses. El sulfat de magnesi també s’afegeix habitualment a les plantes en test. L’alta solubilitat del sulfat de magnesi el converteix en un compost ideal per afegir magnesi al sòl. L’addició de sulfat de magnesi al sòl millora la captació de nitrogen i fòsfor pels cultius.

### Altres
La forma anhidra de sulfat de magnesi és dessecant i es fa servir en la síntesi orgànica per la seva afinitat amb l'aigua. En els aquaris marins es fa servir el sulfat de magnesi heptahidratat per mantenir-ne la concentració de magnesi en aquaris amb gran concentració de coralls. També es fa servir com electròlit per produir sulfat de coure(II) segons la reacció:
{\displaystyle {\ce {Cu + MgSO4 + 2 H2O -> CuSO4 + Mg(OH)2 + H2}}}